# Руд, Кэти
Кэтрин Элизабет «Кэти» Руд (англ. Kathryn Elizabeth "Katie" Rood, 2 сентября 1992 года, Мидлсбро) — новозеландская футболистка, нападающий туринского «Ювентуса» и сборной Новой Зеландии.

## Карьера

### Клубы
Карьеру начала в новозеландских клубах «Норт Форс» и «Гленфилд Роверс».
В 2012 году сыграла один матч в английской Суперлиге за «Линкольн Ледис», выйдя на замену в матче с «Донкастер Белльс».
В августе 2017 года подписала контракт с «Ювентусом», дебютировавшем в женской серии А.

### Сборная
Вошла в заявку молодёжной сборной Новой Зеландии на чемпионат мира 2012 года.
В сентябре 2017 года дебютировала за основную сборную в товарищеском матче против сборной США в Цинциннати.